# William S. Fulton
Pour les articles homonymes, voir Fulton.
William Savin Fulton, né le 2 juin 1795 dans le comté de Cecil (Maryland) et mort le 15 août 1844 à Little Rock (Arkansas), est un homme politique démocrate américain. Il est gouverneur du territoire de l'Arkansas entre 1835 et 1836 et sénateur du même État entre 1836 et 1844.